# 越南帝国
越南帝国（越南语：／；日语：〔〕 Etsunan Teikoku，後世常稱 Betonamu Teikoku），是在1945年3月11日至同年8月30日間，於越南短暫存在过的一個傀儡政权。

## 歷史

### 三九政变
3月9日下午6时，日方大使松本俊一前往西贡，以商谈水稻交易为由会见了法屬印度支那总督让德句。在双方签署协定完毕后，松本向法方提出了最后通牒，要求法方在2小时内给予答复。让德句立即召集政府官员进行研究后，为了与河内方面继续研究对策，他请求日方放宽期限。
3月9日晚間9时，基于日军大本营的指令，日本軍第38军司令官土桥勇逸发起作战。9时20分，土桥勇逸下发“7·7·7”的总攻击令，第一轮战斗开始。21时25分，法方代表来到日军司令部要求停止敌对行动，被日方因拒绝答复最后通牒为由拒绝。21时55分，日军各个部队已经作好战斗准备。

### 獨立建國
3月11日，阮朝保大帝宣布废除1884年的《第二次顺化条约》，從法屬印度支那獨立，並與日本合作。4月17日，任命著名历史学家陈仲金为越南帝國首位內閣首相。新政權將法式地名改回安南式地名，將法國官員免職，拆掉法國人的銅像。4月，越共總書記長征於河內主持會議，宣布將各類越盟武裝編為「越南解放軍」，由武元甲指揮。

### 收复失土
越南帝國成立後，名義上領土範圍涵蓋法國中圻欽使管轄的中圻和北圻統使管轄的北圻，但不包括兩次《西貢條約》割讓給法國的南圻和《第二次順化條約》割讓給法國的河內、海防和峴港三座城市。
4月28日，陳仲金內閣任命潘繼遂為北部欽差，取代法國北圻統使，代表越南帝國統治北圻。
6月11日，保大帝發佈通告，要實現越南統一。
7月20日，經過與日軍談判，陳仲金在河內宣佈收回河內、海防和峴港三市主權，並任命陳文來、武仲慶和阮科豐為河內、海防和峴港督理（市長）。 
南圻在歷史上為柬埔寨領土，17世紀以來逐漸被越南蠶食。1858年，法國發動南圻遠征，佔領南圻東三省。柬埔寨便與法軍取得聯繫，成為法國的保護國。此後，柬埔寨曾多次建議法國奪取西三省，並希望能將西三省還給柬埔寨。法國完全佔領南圻後，柬埔寨又多次與法屬交趾支那調整邊界，收復部分領土。
3月11日越南帝國宣佈獨立後，柬埔寨也緊隨其後於13日宣佈獨立。作為南圻的實際統治者，日軍同時收到了越南和柬埔寨兩方要求“收回南圻”的請求。為了慎重起見，日軍並未立即決定南圻的歸屬。
8月8日，陳仲金任命阮文參為南部欽差，前往西貢和日軍談判，爭取收復南圻。12日，經過談判，日軍決定將南圻的主權移交給越南。14日，首相陈仲金正式宣布收回南圻，越南统一。但越南帝國在南圻的統治並未超過10天。

### 民心思變
8月13日，越盟全國起義委員會成立，準備進行總攻擊。
8月15日，日本宣布無條件投降，二次世界大戰結束，越盟立即開始行動，準備奪取越南政權。
8月16日的會議決定成立臨時政府——越南民族解放委员会，胡志明任主席。同日，武元甲率軍攻占太原市。同日，首相陈仲金号召越南人民保卫自3月9日以来取得的“独立”地位。保大帝通过外交部长，向美、英、苏、中等国领导人提议承认“越南独立”，但未获回应。
8月17日，在河內有一群大喊越南獨立的示威群眾佔領了擁護陳仲金的集會場所。越盟在北部钦差潘继遂的协助下，接管了越南帝国在北圻的行政机构。同日，陳仲金率領內閣向保大請辭，隨即被保大任命為臨時政府首相。
8月22日，在此情况下连与同盟国取得联络都做不到的保大与皇从弟阮福永𧯢等大臣商议后，决定退位，并电函河内的越盟，希望派人来讨论退位之事。
8月23日，越盟控制了首都顺化，河内覆电，派陈辉燎等人负责退位事宜。
8月24日，保大帝下诏，宣布退位。同日，越盟領導的國家統一力量發起暴動，奪取西貢，成立了南部人民委員會，接收南圻各地政權。
8月25日，解放委員會副主席陳輝燎和委員輝瑾抵達順化，接收順化政權。
8月26日，南部欽差阮文参接到保大帝宣佈將退位的消息，也隨之辭職，越南帝國結束了在南圻的統治。

### 保大退位
8月30日，保大在顺化皇宮举行了退位大典，在交出象征至高无上权力的剑和璽之后，越南帝国和阮朝正式滅亡。

## 政治

### 宪法问题
1945年5月4日，陈仲金和他的部长们在顺化的第一次会议上花了大量的时间讨论宪法问题。他们最初的决议之一是将国名改为“越南”、 "Việt Nam"。这被看作是一项重要而紧迫的任务。它意味着领土的统一；自从嘉隆帝在1802年统一了现代的越南领土后，"越南"一直是他选择的国家名称。此外，这是该国北部、中部和南部地区的越南民族主义者首次正式承认这一名称。今年3月，北方的活动人士总是提到Đại Việt（大越），这是15世纪前後黎朝及其前身使用的名称，而南方的活动人士则使用越南，中部领导人则使用安南（安定南方）或Đại Nam（大南，由广南阮主使用）。
陈仲金还对该国的三个地区进行了重新命名——北部地区（原东京或北圻）命名为北部，中部地区（原安南或中圻）成为中部，而南部地区（原交趾支那或南圻）成为南部。尽管当时日本人只给了他对越南北部和中部地区的直接权力，但陈仲金还是对全国的地区进行重命名。当法国在1885年完成对越南的征服时，只有越南南部被定为直接殖民地，名称为交趾支那Cochinchina。北部和中部地区被指定为保护国，即东京保护国和安南保护国。当越南帝国宣布成立时，日本人保留了对交趾支那的直接控制，与他们的法国前辈一样。
顺化（Thuận Hóa），即殖民前的Huế的名称被恢复了。陈仲金的官员努力为 "安南 "（Annamite）这个词找到一个法语替代词，这个词被用来表示法国文献和官方使用中描述的越南人及其特征。"安南"被认为是贬义的，因此它被替换为 "Vietnamien"（越南人）。除了顺化之外，这些称呼在陈仲金下令改变之后，已经被国际上接受。鉴于法国殖民当局强调将 "东京"、"安南 "和 "交趾支那 "这三个地区区分为独立的实体，意味着缺乏民族文化或政治整合，陈仲金的第一批尝试被视为具有象征意义，是越南知识分子和革命者几代人的挫折的结束。
1945年6月12日，陈仲金选定了一面新的国旗——一面黄色的长方形旗帜，上面有四条横向的红色条纹，仿照《易经》中的八卦之一 "离卦"，并选定了新的国歌--古老的赞美诗《登坛宫》（Đăng đàn cung）。这一决定结束了三个月来对越南新国旗的猜测。

### 教育改革
陈仲金政府大力强调教育改革，重点是发展技术培训，特别是使用国语字（chữ Quốc Ngữ）作为主要教学语言。在执政不到两个月后，陈仲金组织了第一次越南语初级考试，他也打算在高级考试中使用这种语言。教育部长黃春瀚努力使公立中学教育越南化。他的改革花了四个多月的时间才取得成果，并被认为是继任的越盟政府启动公共义务教育的基础。7月，当日本人决定给予越南完全独立和领土统一时，陈仲金的政府即将开始新一轮的改革，包括任命一个委员会来创建一个新的国家教育体系。

### 司法改革
司法部长鄭廷草发起了一次司法改革的尝试。1945年5月，他在顺化创建了由他领导的法律改革和统一委员会。他的部下重新评估了政治犯的刑期，释放了一些反法分子，并恢复了其他人的公民权利。这导致一些共产党干部被释放，他们不久又回到了以前的牢房，并积极参加了对陈仲金政府的破坏。

### 鼓励大众政治参与
陈仲金政府实施的最引人注目的变革之一是鼓励群众参与政治。在纪念仪式上，陈仲金表彰了所有的民族英雄，从传说中的国家创始人雄王到被杀害的反法革命者，如越南国民党的领导人阮太学，他在1930年安沛起义后与12名同志被处决。
陈仲金政府组织了一个委员会来列举民族英雄的名单并将其置于烈士陵园（／）。城市街道也被重新命名，在西贡，城市主干道上茹费理的招牌被1427年后黎朝的建立者黎太祖取代。曾在13世纪两次击退蒙古人入侵的陈兴道取代了保罗·伯特。8月1日，河内市新任市长陈文来在他的 "清除羞辱性遗迹 "运动中，下令拆除法国人在城市公园中建造的雕像。8月下旬，越南南部也颁布了类似的命令。同时，新闻自由的重建，激发了反法运动作品和对法国合作者的讨伐的文章的出版。批评甚至波及到了阮有度，他是保大帝的曾祖父，在19世纪80年代协助法国征服大南。青年部部长潘英试图集中管理所有的青年组织，并对其进行严格监管，这些组织在日本政变后立即大量涌现。5月25日，一项帝国命令为青年组织规定了一个包容的、分等级的结构。顶层是国家青年委员会，这是一个咨询机构，负责向部长提供建议。类似的委员会将被设置到地区一级。同时，年轻人被要求加入从省级到乡级的地方小队或团体。他们接受体能训练，并负责维护其所在乡镇的安全。每个省城都有一个训练营，提供为期一个月的准军事课程。
政府还在顺化建立了一个青年前线（Thanh niên tiền tuyến）。该中心于6月2日揭幕，旨在成为未来军官培训的中心。7月下旬，在河内、顺化和西贡建立了地区社会青年中心。在河内，学生和青年总会（Tổng hội Sinh viên và Thanh niên）被独立的热潮所激励。河内大学成为政治鼓动的中心点。到5月和6月，有证据表明，越共前线的共产主义干部已经渗透到大学的青年和饥荒救济协会中。面对崛起的越共阵线，日本人试图联系其领导人，但他们的信使被越共杀害了，之后宪兵队进行了报复，在6月下旬逮捕了数百名亲共产主义的越南青年。